# Fićo gazi tenka!
Fićo gazi tenka! ili Crveni fićo umjetnička je instalacija u Osijeku.  Simbolično prikazuje hrvatsku pobjedu nad JNA i srpskim agresorom. 
Na raskrižju Vukovarske i Trpimirove ulice spomenik podsjeća na fiću koji je 27. lipnja 1991. godine uništen pod gusjenicama tenka T-55 Jugoslavenske narodne armije.
Tijekom velikosrpske agresije JNA je tenkovima pokazivala vojnu silu na ulicama grada Osijeka. Televizijski snimak koji je tada snimljen na raskrižju Vukovarske i (danas) Trpimirove ulice obišao je svijet.
Crveni fićo kojega je, tada hrvatski branitelj, Branko Breškić iz Višnjevca ostavio nasred raskrižja tako je postao simbol otpora građana Osijeka.
Umjetnička instalacija nastala je na inicijativu tadašnje gradske vijećnice Marije Medić. U sklopu obilježavanja dana osječkih branitelja, točno na 20. obljetnicu događaja instalacija je službeno otkrivena kao trajni podsjetnik na velikosrpsku agresiju na Osijek.
Umjetničku instalaciju smislila je neimenovana skupina autora koja je okupljena u odboru za branitelje Grada Osijeka.